# Henry Joliffe
Henry Joliffe BD foi Deão de Bristol de 1554 a 1559.
Joliffe foi educado no Clare College, Cambridge. Ele viveu em Hampton Bishop e Houghton, Huntingtonshire.
Ele morreu em Louvain no dia 28 de janeiro de 1574.